# Tenký klient

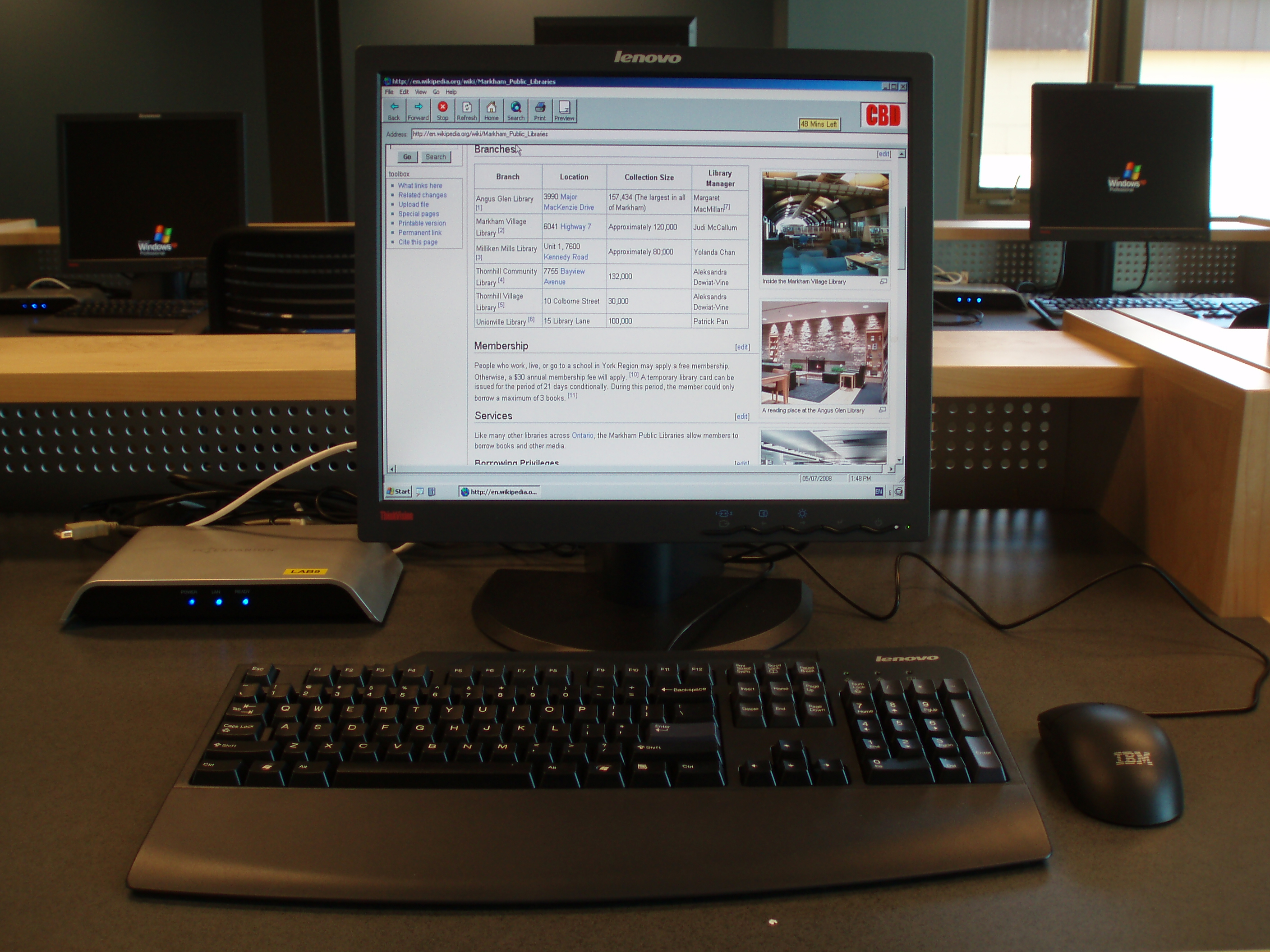
Veřejný terminálový počítač (tenký klient) ve veřejné knihovně

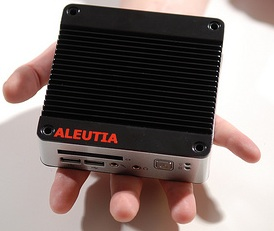
Aleutia E3 (EBOX Mini PC), tenký klient

Tenký klient (překlad anglického thin client) je počítač nebo počítačový program, který při plnění svého úkolu silně závisí na jiném počítači (na svém serveru). Tento princip je v kontrastu s tradičním tlustým klientem (také nazýván silný klient), počítačem navrženým tak, aby tyto role plnil sám. Konkrétní úkoly, které plní server, se mohou lišit: od poskytování datového úložiště (např. pro bezdiskové stanice) až k samotnému zpracování informací namísto klienta.
Tencí klienti se zpravidla vyskytují jako součást širší počítačové infrastruktury, kde více klientů sdílí své výpočty se stejným serverem. Infrastruktury tenkých klientů mohou být považovány za amortizaci nějaké výpočetní služby napříč několika uživatelskými rozhraními. To je žádoucí na místech, kde individuální silní klienti mají mnohem více funkcionálnosti nebo výkonu než infrastruktura vyžaduje nebo využívá. Opakem může být například grid computing.
Velmi častým typem moderního tenkého klienta je levný low-endový terminál, který se poskytuje výhradně grafické uživatelské rozhraní koncovému uživateli, nebo v poslední době i webový prohlížeč. Zbývající funkčnost (zejména operační systém) je poskytována serverem.
V polovině roku 2011 byla uvedena na trh nová kategorie webových tenkých klientů s operačním systémem Chrome OS, který tvoří linuxové jádro s webovým prohlížečem Chrome. Ta se během dvou let stala poměrně populární mezi zákazníky především v USA. Na trhu je řada notebooků s Chrome OS označovaných jako Chromebooky (výrobci Hewlett-Packard, Lenovo, Acer, Samsung a další) a desktopy označované jako Chromebox.

## Historie
Tencí klienti mají své kořeny ve víceuživatelských operačních systémech; tradičně se jednalo o nějaký mainframe, ke kterému se přistupovalo pomocí terminálu. S rozvojem grafiky se tyto terminály postupně přesunuly od příkazových řádků až k úplnému grafickému uživatelskému rozhraní. Prototypickým víceuživatelským prostředím v tomto smyslu byl Unix; plně grafické X terminály byly relativně populárními tenkými klienty v 90. letech. Moderní odnože Unixu, jako například BSD a Linux, v této tradici pokračují.
Windows NT získaly možnosti víceuživatelských operací hlavně díky snaze firmy Citrix Systems, která přeskupila NT 3.5.1 do víceuživatelského operačního systému WinFrame. Microsoft odkoupil licenci na tuto technologii od Citrixu a implementoval ji do Windows NT 4.0 Terminal Server Edition pod pracovním označením „Hydra“. Windows NT se poté staly základním kamenem Windows 2000 a Windows XP. Dnes Windows umožňují použít grafický terminál prostřednictvím komponenty Remote Desktop Services.
Termín „tenký klient“ vytvořil v roce 1993 viceprezident serverového marketingu společnosti Oracle, Tim Negris, když pracoval spolu se zakladatelem společnosti, Larry Ellisonem, na spuštění Oracle 7. V této době se Oracle snažil odlišit od desktopově orientovaných produktů Microsoftu. Negrisův termín byl později zpopularizován častým užíváním v Ellisonových proslovech a rozhovorech o produktech Oracle.
Termín se ustálil z několika důvodů. Dřívější termín „grafický terminál“ byl zvolen, aby kontrastoval s textově založenými terminály, a tudíž se soustředí na grafiku. Termín se ale příliš neuchytil mezi IT profesionály, z nichž většina pracovala na systémech silných klientů. Také to vyjadřuje fundamentální hardwarovou odlišnost: Tencí klienti mohou být navrženi se skromnějším hardwarovým vybavením, protože se po nich nepožadují tak náročné operace.